# 장리인
장리인(본명: 장력윤, 중국어 간체자: 张力尹, 정체자: 張力尹, 병음: Zhāng Lìyǐn, 1989년 2월 28일 ~ )은 중화인민공화국 쓰촨성 출신의 가수이다. 대한민국에서 SM 엔터테인먼트 소속으로 활동하였으며, S.M. THE BALLAD의 멤버로도 활동하였다.

## 생애
장리인은 1989년 2월 28일에 중화인민공화국 쓰촨성 청두시에서 태어났다. 바이올리니스트 부모의 영향으로 음악을 한번 들으면 그대로 따라 부를 수 있을 정도로 음악에 대해 특별한 소질이 있었다. 그녀의 부모는 그녀가 클래식 뮤지션이 되기 원하셨으나 그녀는 전 세계의 대중 음악에 빠져들어 가수의 꿈을 갖고 있었고, 부모 몰래 대중 음악을 들으며 독학했다. 12세에 10년 동안 배운 바이올린으로 사천 음악학교 부속중학교에 합격했으나, 바이올리니스트가 아닌 가수를 꿈꾸고 있었던 장리인은 부모를 설득하여 가수의 길로 들어선다.

### 대한민국에서의 데뷔

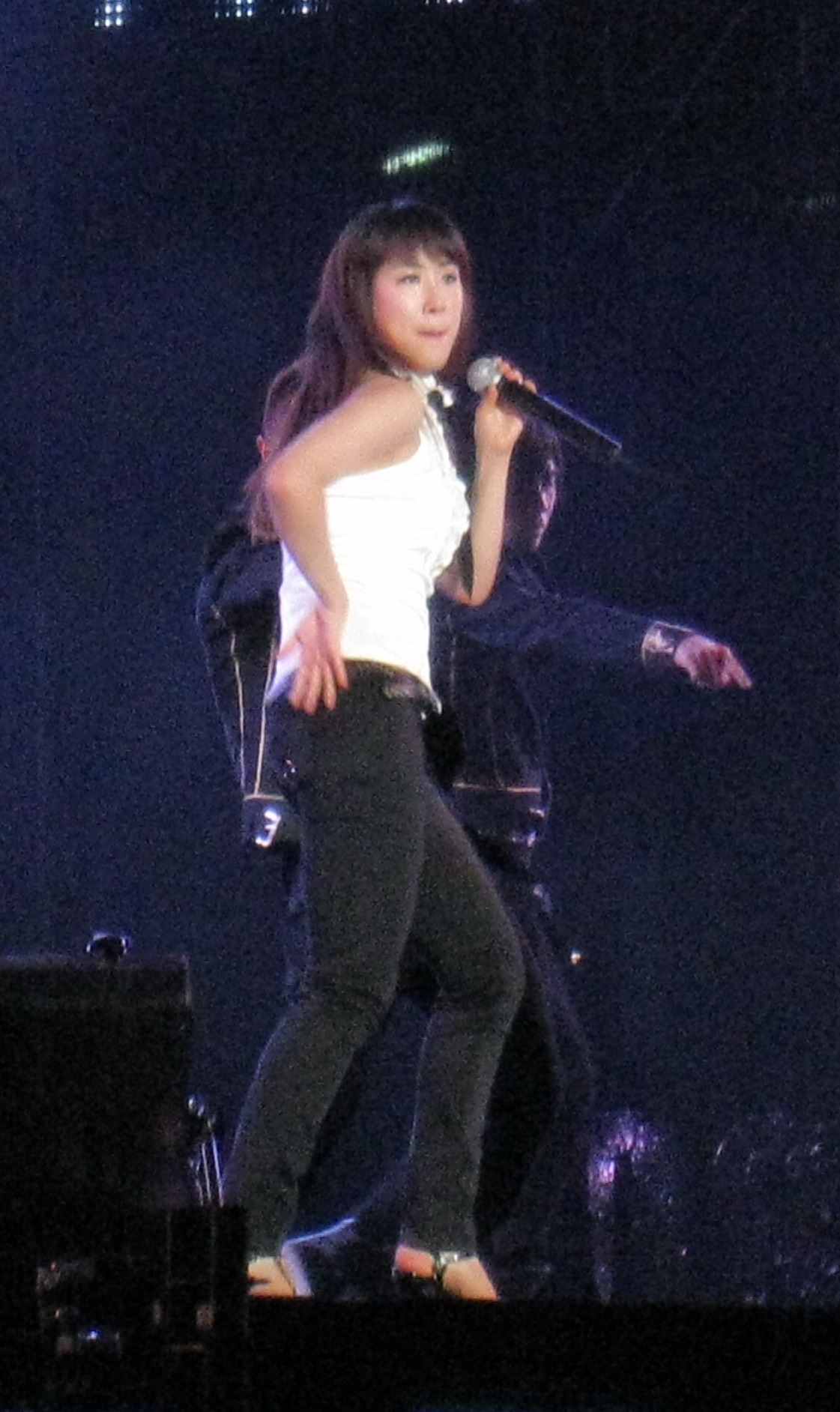
2009년, 방콕에서 공연중인 장리인

2003년, SM 엔터테인먼트 관계자에 캐스팅돼 한국으로 오게 된 장리인은 다양한 트레이닝을 받아왔으며 3년 후인 2006년, 17세의 나이로 "Timeless"로 데뷔했다. Timeless는 동방신기 시아준수와 같이 부른 듀엣곡으로 뮤직 비디오에는 슈퍼주니어의 한경과 최시원, 같은 소속사의 연기자 이연희가 출연해 화제를 모았으며, 그녀는 이 곡으로 데뷔 3주 만에 《SBS 인기가요》에서 1위를 하였다.
장리인은 2007년 상반기에 후속곡 Y (Why...)로 활동했고 그녀의 데뷔 과정을 담은 Y (Why)의 다큐멘터리 뮤직비디오도 화제가 되었다. 다큐멘터리 뮤직비디오에서는 데뷔를 앞두고 노래와 춤 연습을 하는 장리인의 모습과 한국어 공부, 앨범 자켓 촬영 현장, 동방신기의 시아준수와 함께 한 데뷔 무대 등이 담겨 있다.

### 중화인민공화국에서의 데뷔
장리인은 한국 활동을 마치고 2008년 3월, 장리인은 정규앨범 1집 星愿 (I Will)로 중국에서 데뷔했다. 이날 장리인의 쇼케이스는 슈퍼주니어-M의 조미가 사회를 맡았고 한경도 그녀의 중국 데뷔를 축하했다.
또한 1년 반 후인 2009년 10월, 새 싱글 晴天, 雨天 (Moving On)(맑은 날, 흐린 날)을 내고 활동했다. 맑은 날 흐린 날 뮤직비디오에는 장리인과 슈퍼주니어의 동해가 연인을 연기했으며 이 뮤직비디오는 제주도에서 촬영했다고 했다.

## 대표곡
- 〈Timeless〉 (작사 : Kenzie, 작곡 : Bagge, Anders/Poole, Karen/Astrom, Par/Norberg, Henrik/Merner, Oscar)

2006년 9월 8일 데뷔 싱글로 발매한 곡이다. 동방신기의 시아준수와 듀엣으로 불렀으며 이 곡이 인지도가 상승하게 된다.
- 〈星愿 (I Will)〉(작사 · 작곡 : 유영진)

타이틀곡 ‘星願 (I will)’은 지난 2000년 발매된 S.E.S의 4집 앨범 수록곡을 새롭게 리메이크한 곡이다. 사랑하는 사람을 기다리는 내용의 곡으로 현악과 팝기타 등 악기들을 중심으로 편곡을 했다.
- 〈晴天, 雨天 (Moving On)〉(중국어작사 : Zhou Wei Jie , 작곡 : Roberto Livi, Rudy Perez)

타이틀 곡 ‘晴天, 雨天(Moving On)’는 사랑하는 사람과의 이별을 ‘맑은 날과 비 오는 날의 경계에 서있다’는 비유로 아름답게 풀어낸 안타까운 가사의 R&B 곡으로, 감미로운 라틴 발라드를 기반으로 한 현대적인 편곡이 돋보인다. 그리고 이 뮤비에서는 슈퍼주니어의 동해가 출연해 화제가 되기도 했었다.

## 발매 음반

### 싱글
- Timeless (2006년 9월 8일)

1. Timeless (feat. XIAH)
2. Y (why...)
3. Timeless (Instrumental)
4. Y (why...) (Instrumental)

### 2006 Winter Smtown: Snow Dream
- Snow Dream (2006년 12월 12일)

1. Snow Dream (Smtown)
2. 내가 그대 없이(When We'Ll Be Together) (東方神起(동방신기))
3. Tic! Toc! (Superjunior(슈퍼주니어))
4. Dreams Come True (天上智喜(천상지희))
5. 그것뿐이에요(Just You) (Super Junior-K.R.Y.)
6. White Christmas (강타)
7. Dotch (Boa(보아))
8. Alone (Trax(트랙스))
9. Heaven (장리인)
10. Without You (Black Beat(블랙 비트))
11. 눈의 이야기(Winter Of Memories) (현진)
12. I Love Hoya (추가열)
13. Joyful Da (송광식)

### 연인이여 OST
- 연인이여 OST (2007년 4월 16일)

1. 사랑하고 있어 (Main title) - Sunday the Grace
2. 연인이여 (Love Theme) - 장리인
3. 가슴에 남아 - KANGTA
4. Thank You - 천상지희 더 그레이스
5. 너 없이도 - JM
6. A Child's mind - 송광식
7. 연인이여 Title
8. 곁에 있어도
9. 사랑이라 말해줘
10. Eros
11. 편지지
12. 신부의 눈물
13. 긴 하루가...
14. Fairy Tail
15. 그대 안의 타인
16. 낯선 그리움
17. 미소지으며 웃지만
18. Eros (Jass Ver.)
19. 연인이여 Title Slow
20. 너 없이도 (Scat Ver.) - 한수지
21. 포옹
22. 사랑해...
23. 연인이여 Title Rhythm
24. 유채꽃

### 2007 SM Town Summer "여행을 떠나요"
- 2007 SM Town Summer "여행을 떠나요" (2007년 7월 5일)

1. Prologue for SMTOWN
2. 여행을 떠나요 (전체)
3. 행복 (슈퍼주니어)
4. 이브의 경고 (보아 Feat.신동)
5. 한 여름의 크리스마스 (동방신기)
6. 지난 여름밤의 이야기 (강타)
7. Festival (천상지희 더 그레이스)
8. 조개껍질 묶어 (혼성)
9. Under The Sea (혼성)
10. 여행을 떠나요 (Instrumental)
11. Under The Sea (Instrumental)

### 星愿 (I Will)
1. Intro(初戀) (Feat. Super Junior_한경)
2. 初戀(첫사랑) (First Love)
3. A Flame for you
4. 星愿 (I will)
5. 幸福的左岸(연인이여) (Lovers)
6. 后(후) (After…)
7. 交的爱(한번 엇갈린 사랑) (An Amorous Aong) (Feat.김종현)
8. 相信爱(사랑을 믿어요)
9. 纯真的爱(Perfect Love) (Feat.송병양)
10. One more try(2008 북경올림픽 성공개최기원)
11. Y (why...)
12. Timeless (Feat. Xiah)
13. [Bonus Track] 星愿 (I will)
14. [Bonus Track] 幸福的左岸(연인이여) (Lovers)

### 晴天, 雨天 (Moving On)
1. 晴天, 雨天 (Moving On)
2. 爱我 (Love Me) (Feat. 헨리 from 슈퍼주니어-M)
3. 晴天, 雨天 (Moving On) (Inst.)

## 수상 경력
- 2006년 M.NET KM MUSIC VIDEO FESTIVAL：여자 솔로 부문 신인상
- 2008년 제5회 경가왕 시상식：신인 유망주상

### 가요 프로그램 1위
| 연도            | 수상 내역                                                                    |
| --------------- | ---------------------------------------------------------------------------- |
| 2006년 (총 1회) | - Timeless (Feat. 시아준수) (총 1회) - 9월 24일 SBS 《SBS 인기가요》뮤티즌송 |